# Comté d'Ariano
Xe siècle – 1498
Entités précédentes :
- Gastald d'Ariano

Entités suivantes :
- Duché d'Ariano

Le comté d'Ariano était un domaine féodal du sud de l'Italie ; attestée du Xe  au  XVe siècle, elle représenta la première possession normande stable sur le sol italien,.
Initialement lombarde, dans la première moitié du XIe siècle, elle fut conquise par les Normands ; à ce stade, il fut rebaptisé Grand Comté (ou Grancontea). Après une période de domination souabe, à partir du XIIIe siècle, elle fut la propriété des Angevins et finalement passa aux Aragonais.
Le comté, précédé d'un gastald du même nom (qui existait au moins depuis le XIe siècle) et suivi d'un duché également homonyme (qui dura jusqu'au XVe siècle), avait son siège dans le château d'Ariano.

## Histoire

### Le gastald
Le gastald lombard d'Ariano (l'un des vingt et un qui composaient la principauté de Bénévent) était déjà opérationnel au XIe siècle. Cependant, les noms de ces dirigeants ne sont pas connus.

### Le comté lombard
Après une brève phase d'occupation byzantine (891-895), au Xe siècle, le gastald fut élevé au rang de comté dans le cadre des principautés lombardes unies de Bénévent et de Capoue. Cependant, les noms des comtes lombards ne sont pas connus.

### Le comté normand

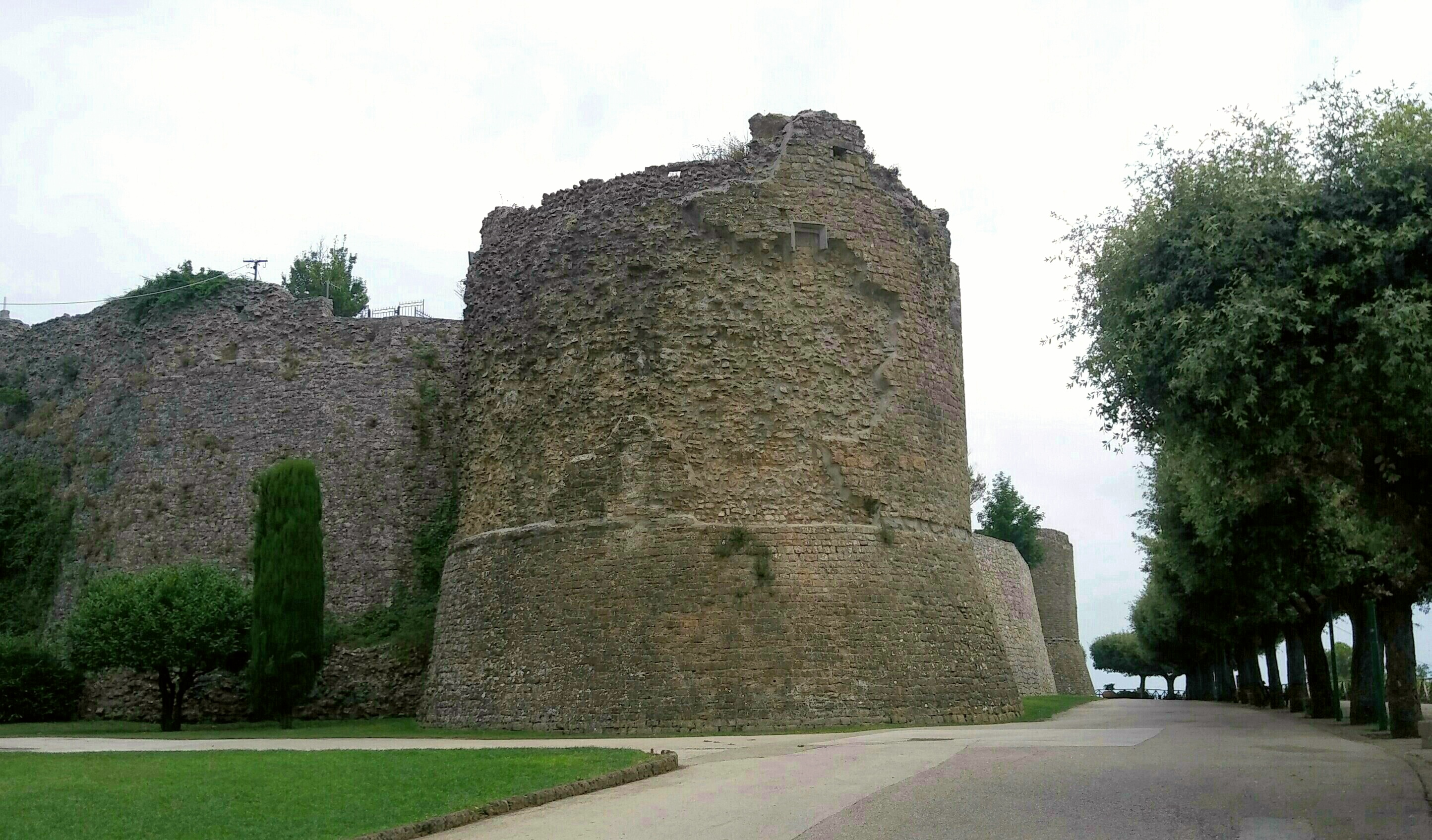
Les ruines du château normand d'Ariano.

Dans les premières décennies du XIe siècle, les Normands, dirigés par Gilbert Buatère, s'installèrent définitivement à Ariano. En particulier, le comté normand d'Ariano fut formellement reconnu en 1022 par Henri II de Franconie, roi d'Italie et empereur du Saint-Empire romain germanique. Cependant, l'identité des premiers comtes normands reste inconnue.
Il est certain cependant que dans la première moitié du XIe siècle, le comté était gouverné par les grands comtes de Buonalbergo, dont le premier, ou du moins le premier dont le nom est connu, est Hubert (ou Herbert), attesté avant 1047. Par la suite, le grand comté d'Ariano fut intégré au vaste duché des Pouilles et de Calabre (centré sur Salerne), au sein duquel il conserva cependant son autonomie. En effet, au grand comte Hubert ont succédé Girard de Buonalbergo (vers 1060 – 1086), Herbert de Buonalbergo (1086 – après 1101), son fils Jourdain d'Ariano (après 1101 – 1127) et le fils de ce dernier Roger d'Ariano (1127 – 1139),. Dans cette phase, le grand comté atteint son extension maximale : ses frontières s'étendent en effet jusqu'aux faubourgs d'Avellino et Bénévent d'un côté et jusqu'à la ville de Troia de l'autre,.
Entre-temps, le grand comté (comportant 8 baronnies et 17 châteaux) était devenu partie intégrante du royaume de Sicile, proclamé à Avellino en 1130 avec le roi Roger II de Sicile. En effet, à partir de 1140, Ariano dépendit directement du roi de Sicile, Roger II tenant lui-même les assises d'Ariano entre 1140 et 1142. Même dans les années suivantes, le grand comté ne sera pas restauré, car Ariano continuera à conserver le statut de ville royale ; une partie de ses anciennes baronnies formera à la place un nouveau comté (créé en 1142) dont le siège est dans la Buonalbergo susmentionnée.

### Le comté souabe
Lorsqu'en 1194 l'empereur Henri VI de Souabe en obtint la domination, le comté d'Ariano fut reconstitué pour être inféodé à Rainaldo de Mohac (famille) (it), connétable impérial et justicier, qui fut remplacé par Roberto di Bussone.
Cependant, avec l'accession au trône de Frédéric II de Souabe, le comté revient à la propriété royale de l'État ; Ariano devint alors le siège d'une camera reale, c'est-à-dire une place forte militaire de premier ordre dotée d'une fabrique et d'un dépôt d'armes.
Cependant, la ville d'Ariano elle-même commença bientôt à montrer de l'hostilité envers la dynastie souabe et finalement, à l'époque du roi Manfred, elle se révolta ouvertement contre le souverain ; Cependant, capturée traîtreusement par les Sarrasins de Lucera, elle fut durement punie et pillée.

### Le comté angevin
Après une phase extrêmement mouvementée et malheureuse, coïncidant avec la dernière période de domination souabe, le comté reprit une nouvelle vie sous les Angevins au sein du royaume nouveau-né de Naples. Le premier comte angevin, choisi par le roi Charles Ier d'Anjou en 1269, fut Henri de Vaudémont, suivi de son fils Rainaldo. Le comté passa ensuite d'abord (en 1290) aux seigneurs de Montenero, puis à Anselmo di Chéu (à partir de 1291) et enfin à la famille De Sabran, avec Ermengao qui fut fait comte d'Ariano par le roi Charles II d'Anjou en 1294. Son successeur fut Elzeario da Sabrano, qui devint plus tard saint et co-patron d'Ariano (son épouse était la bienheureuse Delphine de Signe).
Saint-Elzéar fut suivi en 1327 par son frère Guglielmo qui laissa comme héritier son parent Guglielmo II, suivi du frère de ce dernier, Giovanni. Entre la fin du XIVe siècle et le début du siècle suivant, sous le règne de Ladislas Ier de Naples, le comté d'Ariano fut attribué à Nicola de Sabrano, puis passa, à sa mort, entre les mains d'Ermengao II, le dernier compte angevin connu.

### Le comté aragonais
Le premier comte aragonais fut, à partir de 1417, Francesco Sforza, chef et futur duc de Milan. Par la suite, en 1440, le roi Alfonso V d'Aragon concéda le comté au grand sénéchal Iñigo de Guevara, qui fut suivi par son fils Pietro qui y régna jusqu'en 1485. Plus tard, à partir de 1495, le comté passa aux Carafa avec Alberico qui en 1498, obtint le titre de duc.

### Le duché
Le duché d'Ariano dura au total 87 ans. Alberico Carafa fut remplacé d'abord par son fils Gian Francesco, puis par son neveu Alberico II ; ce dernier participa aux grandes guerres italiennes du XVIe siècle, mais une fois vaincu, il fut évincé (et la ville d'Ariano elle-même fut pillée). En 1532, le duché passa aux Gonzague avec Ferdinand, suivi de son fils Cesare. Après sa mort (en 1577), elle fut cédée à la famille Gesualdo (it) jusqu'en 1585, date à laquelle la citoyenneté d'Ariano se racheta à ses frais de la domination féodale, venant ainsi dépendre directement des vice-rois de Naples, au sein du grand royaume d'Espagne.

## Liste des comtes d'Ariano
La liste partielle ci-dessous énumère les porteurs du titre :
- Jourdain d'Ariano ( - † 12 août 1127), comte d'Ariano à partir de 1102
- Rainon/Raynon/Rainier III de Sabran, seigneur du Caylar, baron d'Ansouis, comte d'Ariano, co-seigneur d'Uzès, fils de Rostang de Sabran et de Roscie du Caylar, alias d'Uzès[16],[17]
- Renaud de Moac, comte d'Ariano en 1194
- Guillaume de Sabran (1194 - 1260), comte d'Ariano
- Elzéar de Sabran (1235 - 1297), comte d'Ariano
- Ermengaud de Sabran (1260 - 1310), comte d'Ariano
- Henri de Vaudémont (1225 - 1279), comte d'Ariano de 1271 à 1278
- Renaud de Vaudémont (1252 - 1279), comte d'Ariano de 1278 à 1279
- Henri de Vaudémont (1257 - 15 juillet 1299), comte d'Ariano vers 1282 jusqu'au 15 juillet 1299
- Elzéar de Sabran (1285 Robion - Paris 27 septembre 1323), comte d'Ariano jusqu'au 27 septembre 1323
- Nicola Orsini del Balzo (1331 - 1399), comte d'Ariano et de Celano
- Juan de Guevara (vers 1418 - 1462), comte d'Ariano
- Pedro/Pietro de Guevara, comte d'Ariano

## Liste des ducs d'Ariano
- Ferdinand Ier de Guastalla (1507 - 1557), duc d'Ariano
- César Ier de Guastalla(1536 - 1575), duc d'Ariano